# Weil Tennis Academy Challenger
Il Weil Tennis Academy Challenger è stato un torneo professionistico maschile di tennis giocato sul cemento e faceva parte dell'ATP Challenger Tour. Si è giocata la sola edizione edizione del 2010 a Ojai, negli Stati Uniti.

## Albo d'oro

### Singolare
| Anno | Campione       | Finalista         | Punteggio     |
| ---- | -------------- | ----------------- | ------------- |
| 2010 | Bobby Reynolds | Marinko Matosevic | 3–6, 7–5, 7–5 |

### Doppio
| Anno | Campioni                     | Finalisti                       | Punteggio        |
| ---- | ---------------------------- | ------------------------------- | ---------------- |
| 2010 | Artem Sitak Leonardo Tavares | Harsh Mankad Izak van der Merwe | 4–6, 6–4, [10–8] |